# Bahnstrecke Alvhem–Lilla Edet
| Sonderzug bei Lödöse |                      |                                                 |                                                 |
| Streckennummer: | 74                   |                                                 |                                                 |
| Streckenlänge: | 15 km                |                                                 |                                                 |
| Spurweite: | 1435 mm (Normalspur) |                                                 |                                                 |
| Streckengeschwindigkeit: | 40 km/h              |                                                 |                                                 |
| |                      |                                                 |                                                 |
| \| \| \| Industrieanschluss \| \| \| \| 15,2 \| Lilla Edet (ab 1939) \| Lilla Edet (ab 1939) \| \| \| 14,7 \| Lilla Edets godsbangård ("Lilla Edet" bis 1939) \| Lilla Edets godsbangård ("Lilla Edet" bis 1939) \| \| \| 14,2 \| Kyrkvägen (Bedarfshalt) \| Kyrkvägen (Bedarfshalt) \| \| \| \| Streckenende \| \| \| \| 13,2 \| Lilla Edets bruks lastspår (SCA) \| Lilla Edets bruks lastspår (SCA) \| \| \| 12,3 \| Göta norra (Bedarfshalt) \| Göta norra (Bedarfshalt) \| \| \| 11,5 \| Göta \| Göta \| \| \| 10,6 \| Gläfsnäs (Bedarfshalt) \| Gläfsnäs (Bedarfshalt) \| \| \| 10,1 \| Tunge-Torp \| Tunge-Torp \| \| \| 9,0 \| Kärra (Bedarfshalt) \| Kärra (Bedarfshalt) \| \| \| 7,9 \| Garns skola (Bedarfshalt) \| Garns skola (Bedarfshalt) \| \| \| 6,6 \| Garn \| Garn \| \| \| 5,6 \| Eckerna \| Eckerna \| \| \| 4,6 \| Eckerna södra (Bedarfshalt) \| Eckerna södra (Bedarfshalt) \| \| \| 3,3 \| Lödöse by (Bedarfshalt) \| Lödöse by (Bedarfshalt) \| \| \| 2,7 \| Lödöse (früher Bhf.) \| Lödöse (früher Bhf.) \| \| \| 1,6 \| Gossagården (Bedarfshalt) \| Gossagården (Bedarfshalt) \| \| \| \| Bahnstrecke Göteborg–Falun von Falun \| \| \| \| 0,0 \| Alvhem (Pers.-Halt von 1906 bis 1970) \| Alvhem (Pers.-Halt von 1906 bis 1970) \| \| \| \| Bahnstrecke Göteborg–Falun nach Göteborg \| \| \| \| \| \| \| \| Quellen: [3] \| \| \| \| |                      |                                                 |                                                 |
| Betriebsstelle Streckenanfang (Strecke außer Betrieb) |                      | Industrieanschluss                              | Industrieanschluss                              |
| Bahnhof (Strecke außer Betrieb) | 15,2                 | Lilla Edet (ab 1939)                            | Lilla Edet (ab 1939)                            |
| Bahnhof (Strecke außer Betrieb) | 14,7                 | Lilla Edets godsbangård ("Lilla Edet" bis 1939) | Lilla Edets godsbangård ("Lilla Edet" bis 1939) |
| Haltepunkt / Haltestelle (Strecke außer Betrieb) | 14,2                 | Kyrkvägen (Bedarfshalt)                         | Kyrkvägen (Bedarfshalt)                         |
| |                      | Streckenende                                    |                                                 |
| Abzweig geradeaus und von rechts | 13,2                 | Lilla Edets bruks lastspår (SCA)                | Lilla Edets bruks lastspår (SCA)                |
| ehemaliger Haltepunkt / Haltestelle | 12,3                 | Göta norra (Bedarfshalt)                        | Göta norra (Bedarfshalt)                        |
| ehemaliger Bahnhof | 11,5                 | Göta                                            | Göta                                            |
| ehemaliger Haltepunkt / Haltestelle | 10,6                 | Gläfsnäs (Bedarfshalt)                          | Gläfsnäs (Bedarfshalt)                          |
| ehemaliger Haltepunkt / Haltestelle | 10,1                 | Tunge-Torp                                      | Tunge-Torp                                      |
| ehemaliger Haltepunkt / Haltestelle | 9,0                  | Kärra (Bedarfshalt)                             | Kärra (Bedarfshalt)                             |
| ehemaliger Haltepunkt / Haltestelle | 7,9                  | Garns skola (Bedarfshalt)                       | Garns skola (Bedarfshalt)                       |
| ehemaliger Bahnhof | 6,6                  | Garn                                            | Garn                                            |
| ehemaliger Haltepunkt / Haltestelle | 5,6                  | Eckerna                                         | Eckerna                                         |
| ehemaliger Haltepunkt / Haltestelle | 4,6                  | Eckerna södra (Bedarfshalt)                     | Eckerna södra (Bedarfshalt)                     |
| ehemaliger Haltepunkt / Haltestelle | 3,3                  | Lödöse by (Bedarfshalt)                         | Lödöse by (Bedarfshalt)                         |
| Blockstelle | 2,7                  | Lödöse (früher Bhf.)                            | Lödöse (früher Bhf.)                            |
| ehemaliger Haltepunkt / Haltestelle | 1,6                  | Gossagården (Bedarfshalt)                       | Gossagården (Bedarfshalt)                       |
| Abzweig geradeaus und von links |                      | Bahnstrecke Göteborg–Falun von Falun            | Bahnstrecke Göteborg–Falun von Falun            |
| Dienststation / Betriebs- oder Güterbahnhof | 0,0                  | Alvhem (Pers.-Halt von 1906 bis 1970)           | Alvhem (Pers.-Halt von 1906 bis 1970)           |
| Strecke |                      | Bahnstrecke Göteborg–Falun nach Göteborg        | Bahnstrecke Göteborg–Falun nach Göteborg        |
| |                      |                                                 |                                                 |
| Quellen: |                      |                                                 |                                                 |

Die Bahnstrecke Alvhem–Lilla Edet ist eine etwa 15 Kilometer lange normalspurige Bahnstrecke in Schweden. Sie wurde von der Lödöse–Lilla Edets Järnvägsaktiebolag zwischen Alvhem an der Bahnstrecke Göteborg–Falun und Lilla Edet in Älfsborgs län erbaut.

## Lödöse–Lilla Edets Järnvägsaktiebolag
Die Hauptstrecke der Bergslagsbana zwischen Göteborg und Kil war ursprünglich gänzlich entlang des Göta älv geplant. Während des Baus wurde jedoch ab der ehemaligen Station Lödöse eine östlichere Variante gewählt. So blieben bei der Eröffnung der Bergslagsbana 1877 einige Orte ohne Bahnanschluss.
Deshalb wurde die Lödöse–Lilla Edets Järnvägsaktiebolag gegründet, die diese Orte ab August 1906 mit einer Nebenstrecke ab Lösöse erschloss. Dabei wurde der Bahnhof Lödöse in Alfhem (später Alvhem) umbenannt und ein neuer Bahnhof Lödöse an der neuen Strecke errichtet. Die Abrechnung der Baukosten aus dem Jahre 1910 zeigt Kosten von 724.041 Kronen bei einem Aktienkapital von 336.800 Kronen auf. Sitz der Gesellschaft war Göteborg.
Diese Nebenstrecke wurde ab der Eröffnung von der Bergslagernas Järnvägar bedient. Bis 1933 fuhren im Personenverkehr mit Dampflokomotiven bespannte Personenzüge, ab diesem Zeitpunkt wurde der extra für diese Strecke beschaffte Schienenbus Y6 1  von Nydqvist och Holm eingesetzt. Ab 1943 verkehrten Hilding Carlsson-Schienenbusse. Damit konnte die Bahn noch einige Jahre gegen die Konkurrenz der Straßenomnibusse bestehen.

## Verstaatlichung
Bereits seit 1919 waren Bergslagernas Järnvägar, der Betriebsführer dieser Strecke, in der Trafikförvaltningen Göteborg–Dalarne–Gävle (GDG) integriert. Durch den Beschluss des schwedischen Reichstages vom 17. Mai 1939 über die Allgemeine Eisenbahnverstaatlichung in Schweden war die Grundlage für die Übernahme der GDG gelegt. 1947 wurde die BJ und mit ihr die Lödöse–Lilla Edets Järnvägsaktiebolag in eine staatliche Gesellschaft mit dem gleichen Namen, jedoch der Bezeichnung TGDG überführt, die letztendlich ein Jahr später in die SJ aufging.
Der Fahrgastverkehr nahm nach der Übernahme durch SJ weiter ab, so dass er 1952 eingestellt wurde. Seither verkehrten nur einzelne Sonderzüge.
Im Güterverkehr wurden hauptsächlich die Forstindustrie sowie die Sulfitfabrik in Göta und die Papierfabrik in Lilla Edet bedient. Seit 1970 ist der Bahnhof Alvhem unbesetzt. Deshalb werden seither durchgehende Güterzüge zwischen Sävenäs und Lilla Edet mit Lokomotiven der Baureihe T21, die später durch die Baureihe T44 abgelöst wurde, eingesetzt.
Nachdem die Gleise zum Bahnhof Lilla Edet schon etliche Jahre nicht mehr genutzt worden sind, wurden diese um 2010 abgebaut und das Bahnhofsgelände umgestaltet. Am Bahnhof entstanden Parkplätze, auf dem Gleisbett großteils ein Radweg. Das Betriebsgleis endet in Lilla Edets Bruk hinter der Anschlussweiche stumpf. Ein Umsetzen ist dort nicht möglich und kann nur auf dem Betriebsgelände der Svenska Cellulosa Aktiebolaget erfolgen.